# Astyanax jacuhiensis
Astyanax jacuhiensis är en fiskart som först beskrevs av Cope, 1894.  Astyanax jacuhiensis ingår i släktet Astyanax och familjen Characidae. Inga underarter finns listade.